# Mallbackens IF
Mallbackens IF Sunne, tidigare och även känt som Mallbackens IF, är en damfotbollsförening från Lysvik i Värmland, som spelar i Elitettan 2023.
Mallbackens IF har spelat 14 säsonger i Damallsvenskan, och ligger på 16:e plats i maratontabellen. Senast Mallbacken spelade i Damallsvenskan var säsongen 2016. Klubben har tagit sitt namn efter byn Mallbacken strax utanför Lysvik i norra delen av Sunne kommun, där man har sin hemmaplan.

## Historik
Mallbacken var med i den första upplagan av damallsvenskan år 1988. Två av klubbens främsta spelare under den här tiden var systrarna Maria och Carina Adolfsson, som båda fick chansen i damlandslaget. Klubben åkte ur damallsvenskan 1990, men vann 1992 division 1 södra med 17 poängs marginal och var tillbaka i högsta serien. Comebacken i allsvenskan blev dock bara ettårig; klubben slutade näst sist i damallsvenskan 1993 och fick återigen börja om i division 1. Man vann än en gång ettan i överlägsen stil, men åkte ur igen direkt 1995, då man bara lyckades vinna 2 av 22 matcher och slutade sist i serien.
Efter fem säsonger i division 1 lyckades Mallbacken år 2000 vinna sin serie och ta sig tillbaka till damallsvenskan. År 2001 slutade klubben på sjätte plats i högsta serien, och 2002 på nionde. Samma år slog klubben även publikrekord med 1 532 åskådare då topplaget Umeå IK gästade Strandvallen och vann med hela 11–1. 2006 åkte Mallbacken återigen ur allsvenskan, efter att ha slutat sist i serien.
2012/2013 bytte föreningen namn till Mallbackens IF Sunne, och 2013 var klubben tillbaka i högsta serien. Man slutade dock näst sist i serien och fick åter börja om i Elitettan. Efter en lyckosam säsong kvalificerade sig klubben åter för damallsvenskan 2015, och lyckades hålla sig kvar 2015 men trillade återigen ur serien 2016.
Senare har man ofta hållit till i Elitettan. Där placerade man sig 2023 på nionde plats.